# Amegilla bucharica
Amegilla bucharica är en biart som först beskrevs av Gussakovsky 1935.  Amegilla bucharica ingår i släktet Amegilla och familjen långtungebin. Inga underarter finns listade i Catalogue of Life.